# RASS Tătară

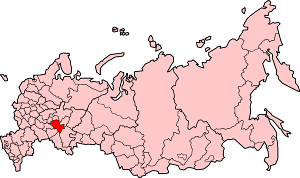
Republica Tatarstan (succesoarea) în cadrul F. Ruse

Republica Autonomă Socialistă Sovietică Tătară (RASS Tătară, rusă Татарская Автономная Советская Социалистическая республика (ТАССР)) a fost o parte a Republicii Sovietice Federale Socialistă Rusă. A fost creată pe 27 mai 1920. Orașul Kazan era capitala.
Teritoriul RASS Tătară fusese parte din gubernia Kazan, gubernia Simbirsk și gubernia Ufa, în Imperiul țarist înainte de Revoluția din Octombrie din 1917.
- 1918: Statul Idel-Ural - o republică musulmană efemeră cu capitala la Kazan, care îi cuprindea pe tătari, bașchiri și ciuvași în perioada tulbure a războiului civil rus.
- 1920: Republica Autonomă Socialistă Sovietică Tătară
- 1990: Republica Socialistă Sovietică Tătară;
- 1992: Republica Tătară